# Ramón Quichiyao
Ramón Ivan Quichiyao Figueroa (Paillaco, Región de Los Ríos; 1 de diciembre de 1951-Valdivia, 18 de marzo de 2017) fue un escritor y profesor chileno, que escribió libros de poemas sobre la zona mapuche.

## Biografía
Egresó en 1972, como profesor de Educación General Básica con mención en castellano, de la Escuela Normal Superior Camilo Henríquez de Valdivia.

### Cincuentenario de Pablo Neruda
En 1999, organizó y coordinó el proyecto "Un camino en la selva, un paso a la libertad", evento internacional chileno-argentino, destinado a recordar el cincuentenario del paso del poeta Pablo Neruda por un paso de los Andes, desde Futrono a San Martín de los Andes, huyendo de la persecución desatada en su contra por el gobierno de Gabriel González Videla.

### Últimos años
Se desempeñó como jefe de la unidad técnica pedagógica de la escuela básica municipal "José Manuel Balmaceda F" de Futrono, ciudad en la que reside. Estuvo presente en la Bienal de Arte y cultura Indígena junto a Jaime Huenún, María Teresa Panchillo, Rayen Kvyeh, Sebastián Quepul, María Lara Millapán, Juan Carlos Mamani, Eliana Pulquillanca, Manuel Mata U iroa, Elicura Chihuailaf y Faumelisa Manquepillán.
Murió el sábado 18 de marzo de 2017 mientras estaba internado en el Hospital Base de Valdivia por un problema gástrico.

## Obras
Fue autor de un libro de poemas titulado La caída deslucida (1999). Publicó Cordilleranos, cuentos y relatos de la montaña y Mis tradiciones, lo que no debe morir (2000), libro que obtuvo el Premio Nacional del Concurso Crónicas Regionales del Consejo Nacional del Libro y la Lectura. En 1989 obtuvo el segundo lugar en el Segundo Concurso Nacional de Poesía organizado por la Ilustre Municipalidad de Viña del Mar. Y en 1997 obtuvo un premio iberoamericano con el texto La gotera y otros relatos en Colombia.
Fue productor en terreno del rodaje en la zona de Ranco del documental Neruda, diario de un fugitivo, dirigido por Manuel Basoalto, que relata la persecución del gobierno de Gabriel González Videla a Neruda.
Desde 1982 venía trabajando con un taller de creación literaria para escolares llamado "Hojas al Viento", con cuyos integrantes participaron en los Encuentros regionales de creación literaria.